# Folk metal
Folk metal är en subgenre till heavy metal som kombinerar metal med folkmusik. Folk metal kan låta mycket olika beroende på vilken sorts folkmusik som blandas in i musiken. Vanligt bland de nordiska banden är att man blandar svensk och nordisk folkmusik med heavy metal eller black metal; detta kallas ibland även "viking metal". Bland band från Storbritannien är det på motsvarande sätt vanligare att blanda in brittisk folkmusik. Brittiska Skyclad är det band till vilka den största äran för genrens uppkomst kan härledas. Cruachan  blandar in irländsk keltisk folkmusik i sin musik som gått från att likna black metal till att påminna mer om folk metal. I övriga Europa kan man räkna med jättar inom folk metal som In Extremo från Tyskland, Arkona från Ryssland, Heidevolk från Holland, Trollfest från Norge, Mägo de Oz från Spanien, Falconer från Sverige, Svartsot från Danmark, Månegarm från Sverige, Elvenking från Italien, Dirty Shirt från Rumänien, Eluveitie från Schweiz, Lumsk från Norge, Saurom från Spanien, Equilibrium från Tyskland, Alestorm från Skottland och Falkenbach från Tyskland bland många fler.
Eftersom folk metal främst bygger på folkmusikinfluenser, kan banden som spelar folk metal påminna om väldigt många olika genrer. Band inom andra metalgenrer kan också ha vissa folkinfluenser utan att vara folk metal. Fyra exempel på power metal-band som har folkinfluenser är Alestorm, Falconer, Orden Ogan och Elvenking. Vanligast är dock att folkmusik blandas med power metal samt black metal.
Man brukar oftast dra paralleller mellan folk metal och viking metal som är väldigt snarlikt.
Från Finland kommer många ganska stora folk metal-band som Ensiferum, Korpiklaani, Finntroll, Wintersun, Amorphis och Turisas. Det band som lade grunden för den nordiska folk metallens uppkomst är Ensiferum, som var det första "riktiga" nordiska folk metal-bandet. Bandet Korpiklaani var också aktivt tidigt, dock under annat namn, Shaman, och var mer inriktade på "samisk rock".
En annan subgenre inom folk metal är den som kallas oriental metal som blandar metal med asiatisk folkmusik. Grundarna till denna subgenre är israeliska bandet Orphaned Land som blandar metal med typisk musik från Mellanöstern. Andra kända band inom oriental metal är till exempel Melechesh, taiwanesiska Chthonic eller japanska Onmyo-za. 